# Georges Leekens
Georges Leekens (* 18. Mai 1949 in Mechelen) ist ein ehemaliger belgischer Fußballspieler und heutiger -trainer.

## Karriere
Leekens begann seine Profikarriere 1970 bei CS Schaerbeek. Sein scharfes Tackling brachte ihm den Spitznamen „Mac the Knife“ ein. 1972 wechselte er zum FC Brügge, für den er neun Jahre lang spielte. In dieser Zeit wurde er fünfmal belgischer Meister und einmal belgischer Pokalsieger. Anschließend spielte er noch drei Jahre lang für den Sint-Niklase SK, bevor er seine Spielerkarriere beendete.
1984 begann Leekens als Trainer bei Cercle Brugge, mit dem er noch in derselben Saison den Belgischen Pokal gewann. 1987 wechselte er zum RSC Anderlecht, wurde jedoch im Februar 1988 entlassen. Nach einer Saison bei KV Kortrijk kehrte er zum FC Brügge zurück, mit dem er 1990 den belgischen Meistertitel und 1991 den belgischen Pokal und den Supercup gewann. 1991 ging Leekens zum KV Mechelen, es folgten der türkische Verein Trabzonspor, erneut der FC Brügge und Sporting Charleroi. 1995 kam Leekens zu Excelsior Mouscron, mit dem er aus der Zweiten in die Erste Liga aufstieg. Im Laufe der Saison 1996/97 verließ er Mouscron, um die belgische Fußballnationalmannschaft zu trainieren. Zwar gelang ihm die Qualifikation für die Fußball-Weltmeisterschaft 1998 in Frankreich, doch dort schied Belgien schon in der Vorrunde aus. Auch die Vorbereitung auf die Fußball-Europameisterschaft 2000 verlief nicht glücklich und nach einer Heimniederlage gegen Finnland wurde er im August 1999 entlassen.
Anschließend arbeitete Leekens als Trainer bei SK Lokeren, Roda Kerkrade, für die algerische Nationalmannschaft, Excelsior Mouscron, KAA Gent und von 2007 bis Ende März 2009 erneut beim KSC Lokeren. Im März 2009 unterzeichnete er beim saudi-arabischen Club Al-Hilal, wurde jedoch nach einem Monat wieder entlassen. Von Juni 2009 bis 2010 trainierte er erneut den KV Kortrijk. Am 11. Mai 2010 wurde er als neuer Trainer der belgischen Fußballnationalmannschaft vorgestellt. Im April 2011 einigten sich der KBFV und Leeskens auf eine Verlängerung der Vertragslaufzeit bis einschließlich der Weltmeisterschaft 2014. Am 13. Mai 2012 verkündete Leekens zur Überraschung des KBFV, dass er sein Traineramt fristlos niederlege, um ab diesem Tage die Nachfolge Christoph Daums beim Erstdivisionär FC Brügge zu übernehmen. Beim belgischen Vizemeister, bei der er bereits zuvor als Spieler und Trainer gearbeitet hatte, unterschrieb er einen Dreijahresvertrag. Am 4. November 2012 trennte sich der FC Brügge nach vier Niederlagen in Folge von Leekens. Er unterschrieb am 27. März 2014 beim tunesischen Fußballverband. Sein Debüt als Trainer der „Adler Karthagos“ gewann er Auswärts gegen den WM-Teilnehmer Südkorea mit 1:0. Am 28. Juni 2015 wurde der Vertrag aufgelöst.
Seit dem 27. Oktober 2016 war Leekens zum zweiten Mal Trainer der algerischen Nationalmannschaft. Unmittelbar nach dem Vorrundenauscheiden bei der Afrikameisterschaft 2017 trat er von seinem Posten zurück.
Am 30. Oktober 2017 wurde er Trainer der ungarischen Nationalmannschaft. Nach vier erfolglosen Vorbereitungsspielen jeweils in Budapest gegen Kasachstan (2:3) und Schottland (0:1), dann gegen Weißrussland (1:1) in Brest und schließlich erneut in Budapest gegen Australien (1:2) wurde bereits am 19. Juni 2018 seine Entlassung bekannt gegeben.

## Auszeichnungen
1990 wurde Leekens in Belgien zum Trainer des Jahres gewählt.

## Erfolge

### Als Spieler
- Belgischer Meister: 1973, 1976, 1977, 1978, 1980 mit FC Brügge
- Belgischer Pokalsieger: 1977 mit FC Brügge

### Als Trainer
- Belgischer Meister: 1990 mit FC Brügge
- Belgischer Pokalsieger: 1985 mit Cercle Brügge, 1991 mit FC Brügge
- Supercup: 1988 mit RSC Anderlecht, 1991 mit FC Brügge
- Kirin Cup: 1999 mit der belgischen Fußballnationalmannschaft